# Ágata (esposa de Samuel de Bulgaria)
Ágata (en búlgaro: Агата, en griego: Άγάθη) fue la zarina consorte de Bulgaria como esposa del zar Samuel.

## Biografía
Según una nota incorporada a la historia del historiador bizantino de finales del siglo xi Juan Escilitzes, Ágata era una cautiva de Larisa, y la hija del magnate de Dirraquio, Juan Criselio.  Escilitzes explícitamente se refiere a ella como la madre del heredero de Samuel, Gabriel Radomir, lo que significa que probablemente fue la esposa de Samuel. Por otro lado, Escilitzes menciona después que Radomir también tomó una hermosa cautiva llamada Irene de Larisa como su esposa. Según los editores del Prosopographie der mittelbyzantinischen Zeit, esto pudo haber sido una fuente de confusión por un copista posterior, y el origen verdadero de Ágata no era de Larisa, sino de Dirraquio. De acuerdo con el mismo trabajo, es probable que hubiera muerto alrededor de 998, cuando su padre entregó Dirraquio al emperador bizantino Basilio II.
Solamente dos de los hijos de Samuel y Ágata son definitivamente conocidos por su nombre: Gabriel Radomir y Miroslava. Dos hijas desconocidas también son mencionadas en 1018, mientras que Samuel también es recordado por haber tenido un hijo bastardo.
Ágata es uno de los personajes centrales de la novela de Dimitar Talev, Samuil.